# کریس پونتیوس
کریس پونتیوس (انگلیسی: Chris Pontius؛ زادهٔ ۱۶ ژوئیهٔ ۱۹۷۴) یک هنرپیشه اهل ایالات متحده آمریکا است. وی از سال ۲۰۰۰ میلادی تاکنون مشغول فعالیت بوده‌است.
از فیلم‌هایی که وی در آن نقش داشته‌است می‌توان به یک جایی اشاره کرد.